# Jacobaea maritima
Jacobaea maritima — вид рослин sp родини айстрові (Asteraceae), раніше був відомий як Senecio cineraria.

## Морфологія
Це білий волохатий, посухостійкий вічнозелений напівчагарник висотою 0,5–1 м. Стебла є жорсткими і деревними біля основи, густо розгалужені, і покриті довгими, сплутаними від сіро-білого до білих волосків. Листки перисті, 5–15 сантиметрів в довжину і 3–7 см шириною, жорсткі, як стебла, покриті довгими від сіро-білого до білого кольору волосками, верхні листки сидячі і менш лопатеві. Повсть є товстою на нижній стороні листя, і може стертися на верхній стороні, в результаті чого верхня поверхня стає голою з віком. Квітки жовті в кошиках 12–15 міліметрів в діаметрі. Насіння — циліндричні сім'янки.

## Поширення
Країни поширення: Туніс; Туреччина [зх.]; Боснія і Герцеговина; Хорватія; Греція; Італія [вкл. Сардинія, Сицилія]; Франція [вкл. Корсика]; Гібралтар; Іспанія. Натуралізований в північній Африці, далі на північ і на схід Європи (вкл. Крим), Новій Зеландії, локально в Північній Америці.

## Галерея

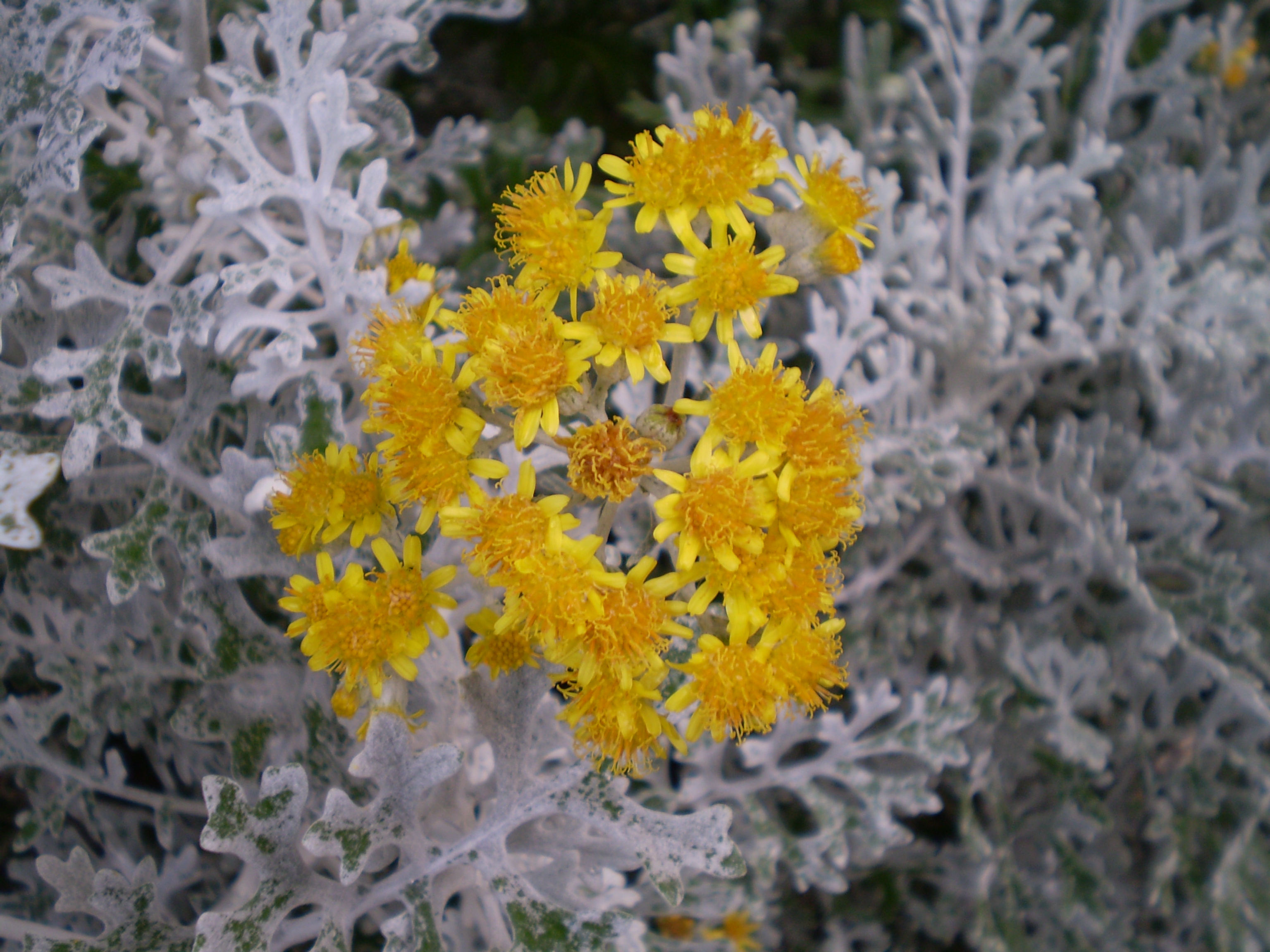
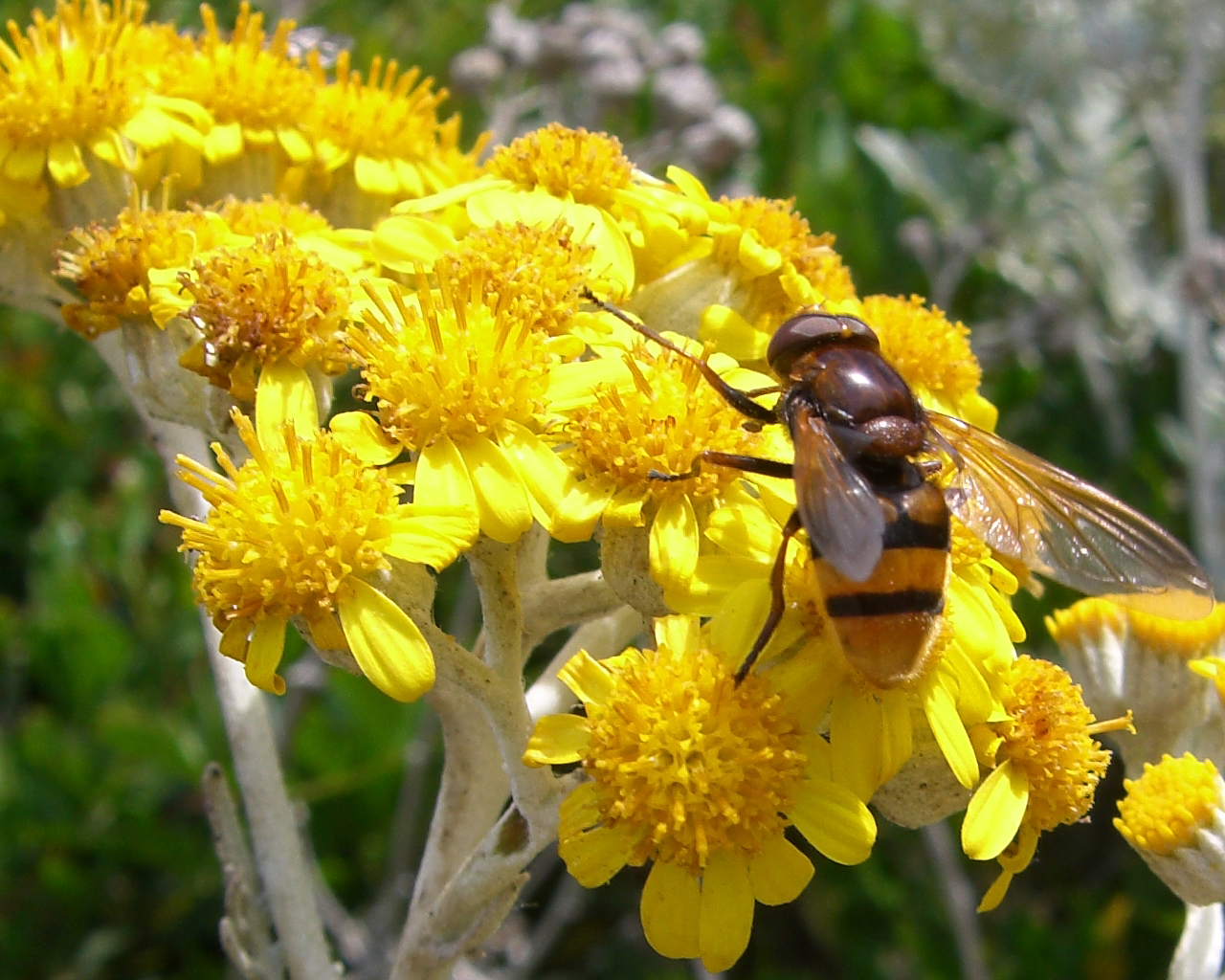

## Використання
Широко культивується як декоративна рослина через біле, сріблясте, повстяне листя. Етимологія: лат. maritima — «морський». Зимостійкий, терплячи зимові температури до -12°С…-15°С. Терпить напівтінь, хоча полюбляє повне сонце. У більш холодних районах росте як однорічна рослина.